# 희토류 자석

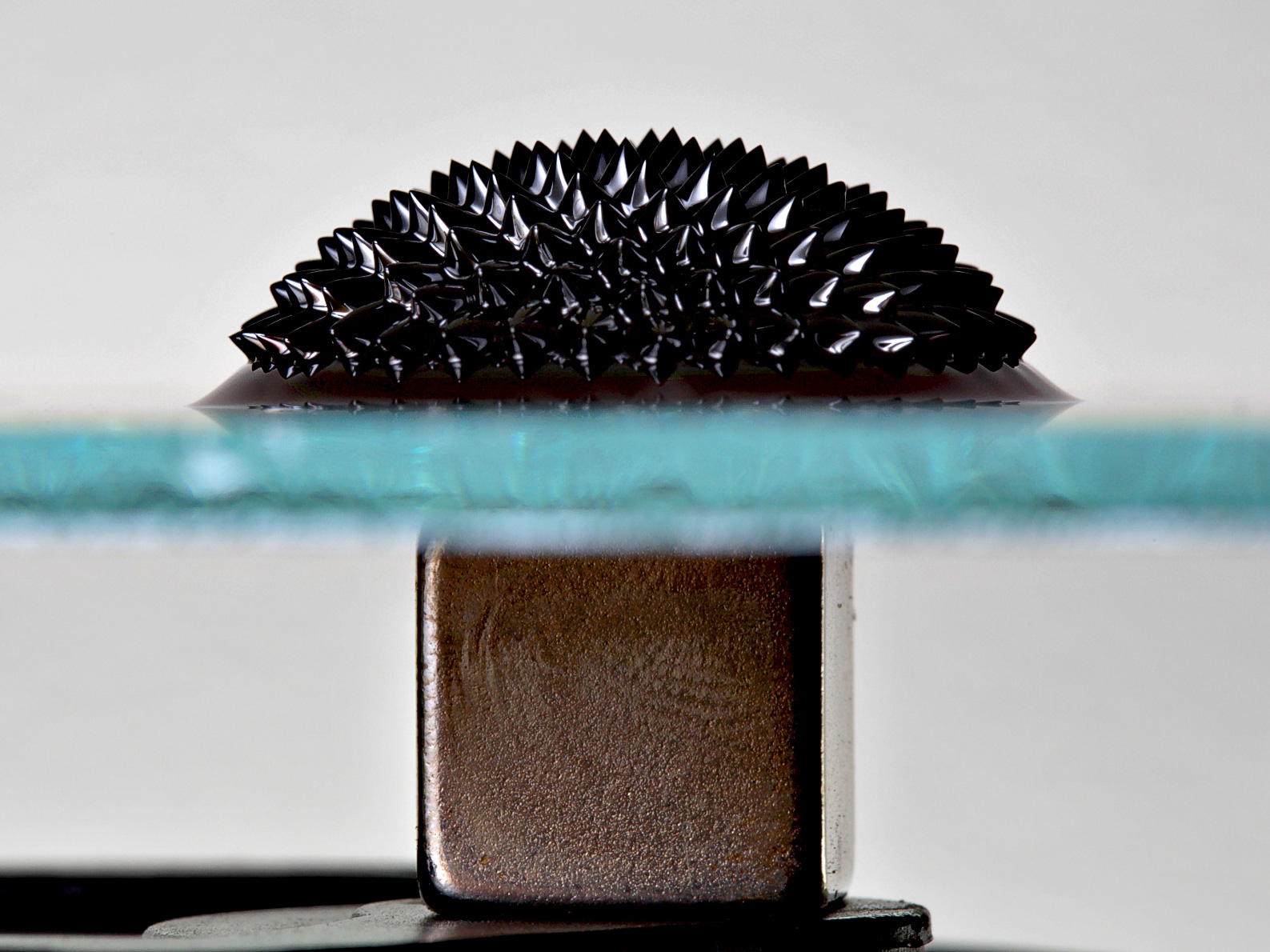
유리 위의 자성 유체와 그 아래의 희토류 자석

희토류 자석(Rare-earth magnet)은 희토류 원소의 합금으로 만든 강력한 영구 자석이다. 1970년대와 1980년대에 개발된 희토류 자석은 제조되는 영구 자석 중 가장 강력한 유형으로, 페라이트 또는 알니코 자석과 같은 다른 유형보다 훨씬 강한 자기장을 생성한다. 희토류 자석이 일반적으로 생성하는 자기장은 1.2 테슬라를 초과할 수 있는 반면, 페라이트 또는 세라믹 자석은 일반적으로 0.5에서 1테슬라의 자기장을 보인다.
종류는 네오디뮴 자석과 사마륨-코발트 자석 두 가지가 있다. 희토류 자석은 극도로 취성이 있고 부식에 취약하므로, 부서지거나 깨지거나 가루로 부스러지는 것을 방지하기 위해 일반적으로 도금 또는 코팅 처리된다.
희토류 자석의 개발은 1966년경 미국의 공군 재료 연구소의 K. J. 스트르나트와 G. 호퍼가 이트륨과 코발트의 합금인 YCo5가 당시 알려진 어떤 물질보다도 훨씬 큰 자기 이방성 상수를 가지고 있다는 것을 발견하면서 시작되었다.
"희토류"라는 용어는 오해의 소지가 있는데, 이 금속들 중 일부는 지구 지각에 주석 (원소)|주석이나 납만큼이나 풍부할 수 있지만, 희토류 광석은 (석탄이나 구리처럼) 광맥 형태로 존재하지 않으므로, 주어진 입방킬로미터의 지각에서는 "희귀"하다. 중국은 가장 많은 생산량을 가지고 있지만 미얀마로부터 상당한 양의 희토류 원석을 수입한다. 2025년 기준으로 중국은 전 세계 희토류 자석 공급량의 90%를 생산한다. 일부 국가들은 희토류 금속을 전략적으로 중요하다고 분류하며, 중국의 이러한 물질에 대한 수출 제한은 미국을 포함한 다른 국가들이 희토류 금속을 필요로 하지 않는 강력한 자석을 개발하기 위한 연구 프로그램을 시작하게 만들었다.

## 특성

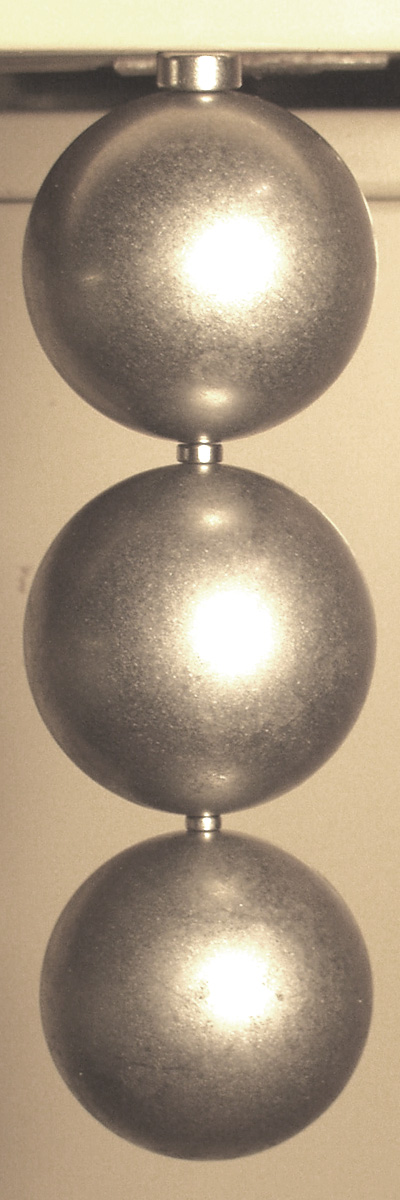
강철 구슬을 들어 올리는 네오디뮴 자석(작은 원통). 그림에서 보듯이 희토류 자석은 자기 무게의 수천 배를 쉽게 들어 올릴 수 있다.

희토류(란타넘족) 원소는 철처럼 강자성체이며, 이는 자기화되어 영구 자석이 될 수 있음을 의미한다. 그러나 이들의 퀴리 온도(강자성이 사라지는 온도)는 상온보다 낮으므로 순수한 형태에서는 저온에서만 자성이 나타난다. 하지만 철, 니켈, 코발트와 같은 전이 금속과 화합물을 형성하며, 이들 화합물 중 일부는 상온보다 훨씬 높은 퀴리 온도를 가진다. 희토류 자석은 이러한 화합물로 만들어진다.
희토류 자석의 더 큰 강도는 주로 두 가지 요인에 기인한다.
- 첫째, 결정 구조가 매우 높은 자기 이방성을 가진다. 이는 물질의 결정이 특정 결정축을 따라 우선적으로 자화되지만, 다른 방향으로는 자화하기 매우 어렵다는 것을 의미한다. 다른 자석과 마찬가지로 희토류 자석은 미세 결정 입자로 구성되어 있으며, 제조 과정에서 강력한 자기장 내에서 정렬되어 자기 축이 모두 같은 방향을 향하게 된다. 결정 격자가 자화 방향을 바꾸는 것에 저항하는 특성은 이 화합물에 매우 높은 보자성(탈자화에 대한 저항)을 부여하므로, 완성된 자석 내의 강력한 자기장이 물질의 자기화를 감소시키지 않는다.
- 둘째, 희토류 원소 원자는 높은 자기 모멘트를 가질 수 있다. 이들의 궤도 전자 구조는 많은 홀전자를 포함한다. 다른 원소에서는 거의 모든 전자가 반대 스핀을 가진 쌍으로 존재하여 자기장이 상쇄되지만, 희토류에서는 자기 상쇄가 훨씬 적다. 이는 최대 7개의 홀전자를 포함할 수 있는 f-오비탈의 불완전한 채움의 결과이다. 자석에서 자기장을 생성하는 것은 같은 방향으로 스핀하도록 정렬된 홀전자이다. 이는 물질에 높은 잔류 자기(자기 포화 Js)를 부여한다. 최대 에너지 밀도 B·Hmax는 Js2에 비례하므로, 이 물질들은 많은 양의 자기 에너지를 저장할 잠재력을 가진다. 네오디뮴 자석의 자기 에너지 곱 B·Hmax는 부피당 "일반" 자석보다 약 18배 더 크다. 이는 희토류 자석이 동일한 자기장 강도를 가진 다른 자석보다 작을 수 있도록 한다.

영구 자석을 비교하는 데 사용되는 몇 가지 중요한 특성은 다음과 같다. 잔류 자기 (Br)는 자기장의 강도를 측정한다. 보자성 (Hci)은 물질이 탈자화되는 것에 대한 저항이다. 에너지곱 (B·Hmax)은 자기 에너지의 밀도이다. 그리고 퀴리 온도 (TC)는 물질이 자성을 잃는 온도이다. 희토류 자석은 다른 유형보다 높은 잔류 자기, 훨씬 높은 보자성 및 에너지곱을 가지지만 (네오디뮴의 경우) 퀴리 온도는 낮다. 아래 표는 두 가지 희토류 자석 유형인 네오디뮴 (Nd2Fe14B)과 사마륨-코발트 (SmCo5)의 자기 성능을 다른 유형의 영구 자석과 비교한다.
| 물질              | 제조   | Br (T)   | Hci (kA/m) | B·Hmax (kJ/m3) | TC (°C) |
| ----------------- | ------ | -------- | ---------- | -------------- | ------- |
| Nd2Fe14B          | 소결   | 1.0–1.4  | 750–2000   | 200–440        | 310–400 |
| Nd2Fe14B          | 결합   | 0.6–0.7  | 600–1200   | 60–100         | 310–400 |
| SmCo5             | 소결   | 0.8–1.1  | 600–2000   | 120–200        | 720     |
| Sm(Co,Fe,Cu,Zr)7  | 소결   | 0.9–1.15 | 450–1300   | 150–240        | 800     |
| 알니코            | 소결   | 0.6–1.4  | 275        | 10–88          | 700–860 |
| Sr-페라이트       | 소결   | 0.2–0.4  | 100–300    | 10–40          | 450     |
| 철 (Fe) 막대 자석 | 어닐링 | ?        | 800        | ?              | 770     |

## 종류

### 사마륨-코발트
최초로 발명된 희토류 자석 계열인 사마륨-코발트 자석(화학식: SmCo5)은 높은 비용과 낮은 자기장 강도 때문에 네오디뮴 자석보다 덜 사용된다. 그러나 사마륨-코발트는 더 높은 퀴리 온도를 가지므로, 높은 작동 온도에서 고강도 자기장이 필요한 응용 분야에 적합한 틈새 시장을 형성한다. 이들은 산화에 대한 저항력이 높지만, 소결된 사마륨-코발트 자석은 취성이 강하여 깨지거나 금이 가기 쉬우며 열충격에 노출되면 부러질 수 있다.

### 네오디뮴

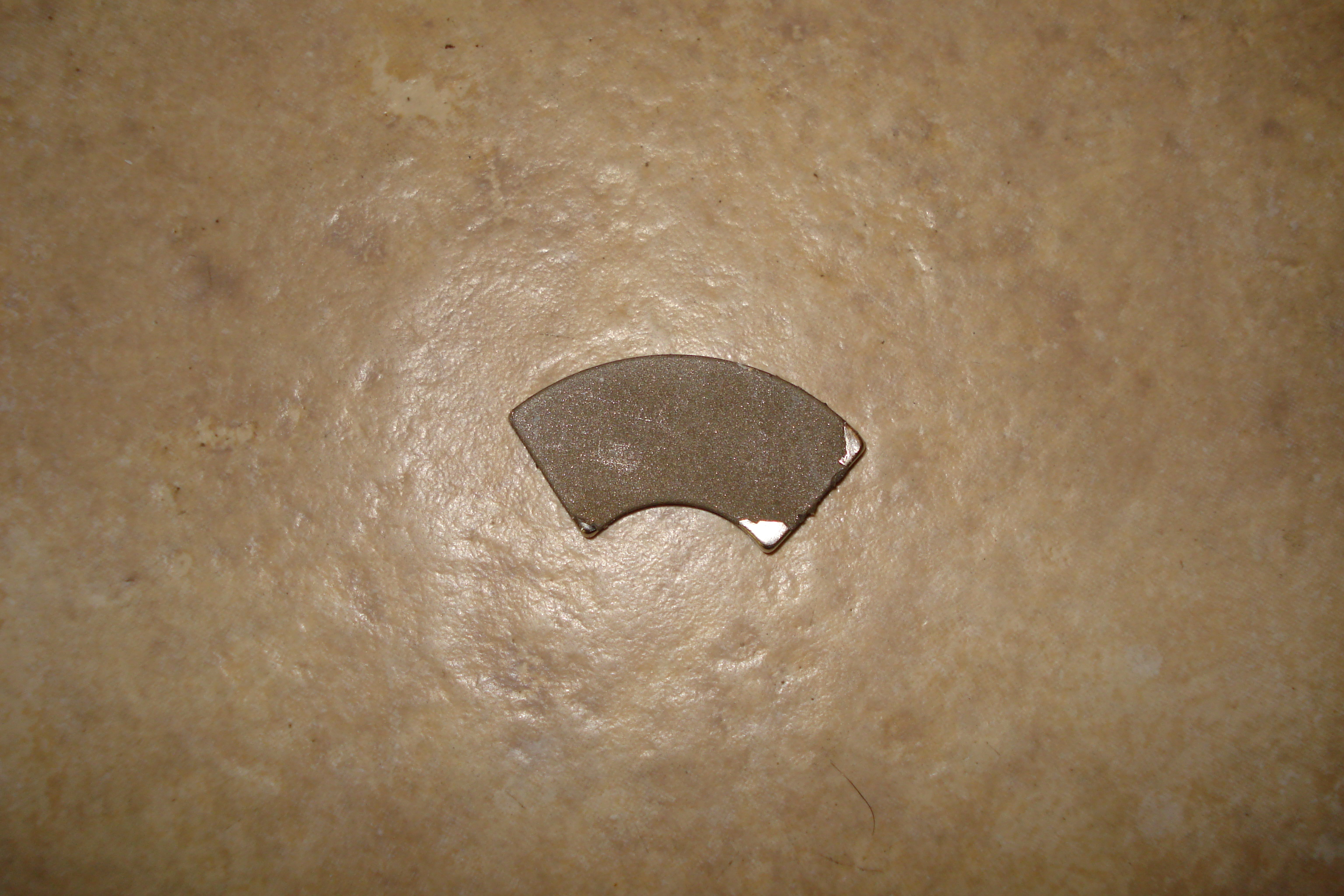
니켈 도금이 대부분 제거된 네오디뮴 자석

1980년대에 발명된 네오디뮴 자석은 희토류 자석 중 가장 강력하고 저렴한 유형이다. 이들은 네오디뮴, 철, 붕소(Nd2Fe14B)의 합금으로 만들어지며, 때로는 NIB로 약칭된다. 네오디뮴 자석은 무선 공구용 전기 모터, 하드 디스크 드라이브, 자석 고정 장치, 보석 걸쇠 등 강력하고 소형의 영구 자석이 필요한 수많은 응용 분야에 사용된다. 이들은 가장 높은 자기장 강도를 가지며 더 높은 보자성(자성적으로 안정하게 만드는)을 가지지만, 사마륨-코발트 자석보다 퀴리 온도가 낮고 산화에 더 취약하다.
부식은 보호되지 않은 자석이 표면층을 박리시키거나 가루로 부서지게 할 수 있다. 금, 니켈, 아연, 주석 도금 및 에폭시-수지 코팅과 같은 보호 표면 처리를 사용하면 부식 방지를 제공할 수 있다. 대부분의 네오디뮴 자석은 견고한 보호를 위해 니켈 도금을 사용한다.
원래 이 자석의 높은 비용은 고강도와 함께 소형성이 요구되는 응용 분야에 그 사용을 제한했다. 원자재와 특허 라이센스 모두 비쌌다. 그러나 1990년대 이후 NIB 자석은 꾸준히 저렴해졌고, 낮은 비용은 자석 건설 장난감과 같은 새로운 용도를 탄생시켰다.

## 응용 분야

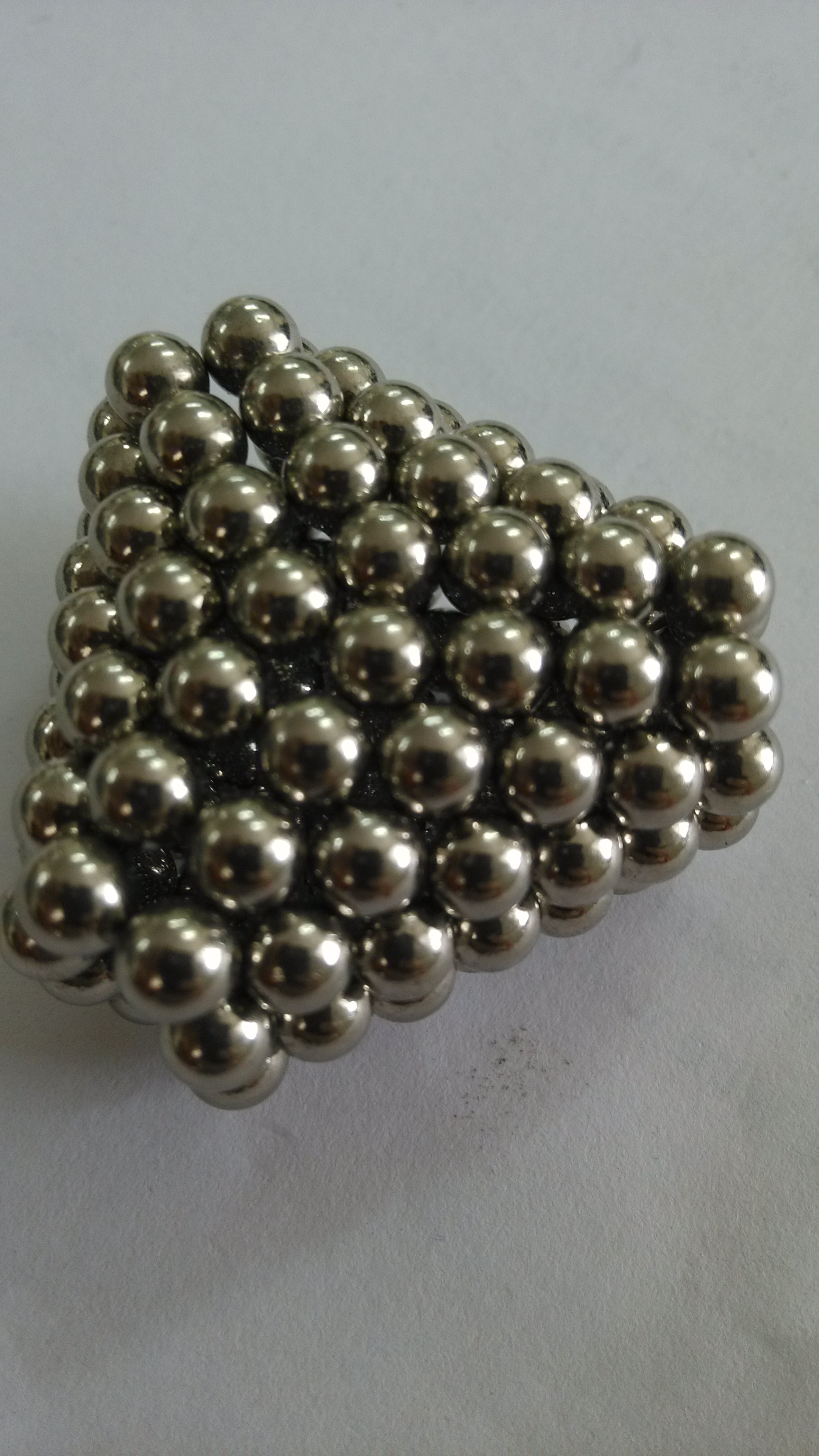
네오디뮴 자석 공

1990년대에 가격 경쟁력을 갖춘 이후, 네오디뮴 자석은 강력한 자석이 필요한 현대 기술의 많은 응용 분야에서 알니코 및 페라이트 자석을 대체하고 있다. 더 큰 강도로 인해 주어진 응용 분야에 더 작고 가벼운 자석을 사용할 수 있다.
희토류 자석의 일반적인 응용 분야는 다음과 같다.
- 컴퓨터 하드 디스크 드라이브
- 풍력 터빈 발전기
- 스피커 / 헤드폰
- 자전거 발전기
- MRI 스캐너
- 낚시 릴 브레이크
- 무선 드릴 도구의 영구 자석 모터
- 고성능 AC 서보 모터
- 하이브리드 및 전기 자동차의 견인 전동기 및 통합 시동 발전기
- 흔들리는 동작이나 회전 (손으로 돌리는) 동작으로 전기를 생성하기 위해 희토류 자석을 사용하는 자가발전 손전등
- 제품 순도 유지, 장비 보호 및 품질 관리와 같은 산업 용도
- 윤활유 (내연 기관의 크랭크케이스, 변속기 및 차동장치) 내 미세 금속 입자를 포획하여 해당 입자가 순환하지 않도록 하여 움직이는 기계 부품의 마모를 방지

희토류 자석의 다른 응용 분야는 다음과 같다.
- 직선형 전동기 (자기부상열차 등에 사용)
- 스톱 모션 애니메이션: 전통적인 나사 및 너트 고정 장치 사용이 비실용적일 때 고정 장치로 사용.
- 반자성 부상 실험, 자기장 역학 및 초전도체 부상 연구.
- 전자기 베어링
- 롤러코스터 및 기타 스릴 넘치는 놀이기구에서 발견되는 발사형 롤러코스터 기술.
- LED 스로우 (LED Throwies): 수은 전지 배터리와 작은 희토류 자석에 부착된 작은 LED로, 비파괴적인 낙서 및 임시 공공 예술의 형태로 사용된다.
- 탁상 장난감
- 전기 기타 픽업
- 미니어처 피규어: 희토류 자석은 작은 크기와 상대적인 강도로 인해 미니어처 게임 커뮤니티에서 인기를 얻었으며, 모델의 받침대 제작 및 무기 교체에 도움이 된다.
- 암 치료 연구에서는 희토류 금속으로 만든 자성 나노입자(MNP) 사용을 탐색하고 있다.[14] 자기 고온 요법에서 MNP는 종양 세포 내에서 국부적인 열을 발생시켜 선택적인 파괴를 유도한다.[15] 표적 전달 시스템에서 MNP는 치료제에 부착되어 외부 자기장에 의해 원하는 부위에 집중되고 유지되도록 유도된다.[16]

## 위험 및 법규

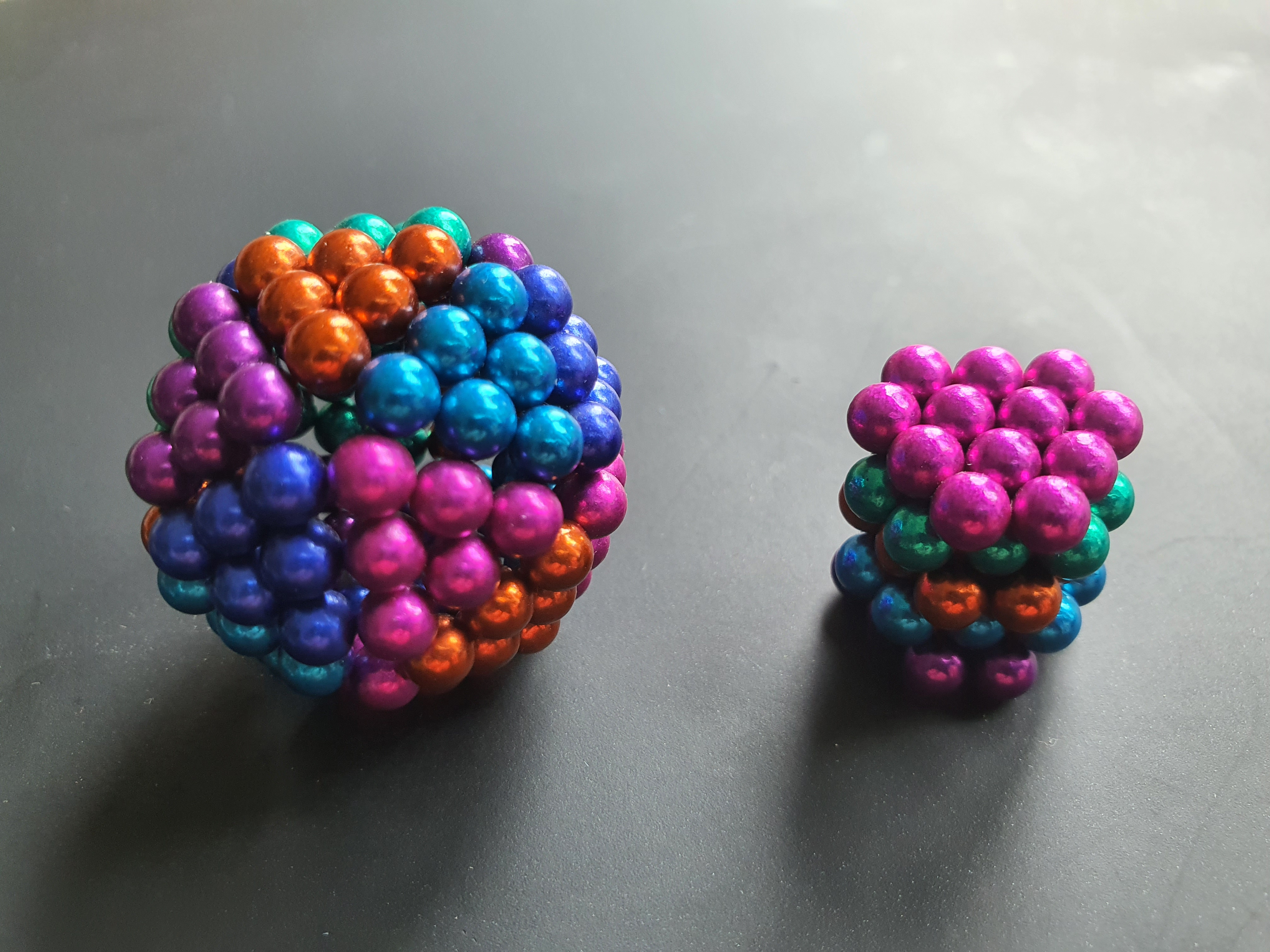
네오디뮴 자석으로 만든 두 가지 물체. 오른쪽 물체는 등구 밀집 포장을 가지고 있다.

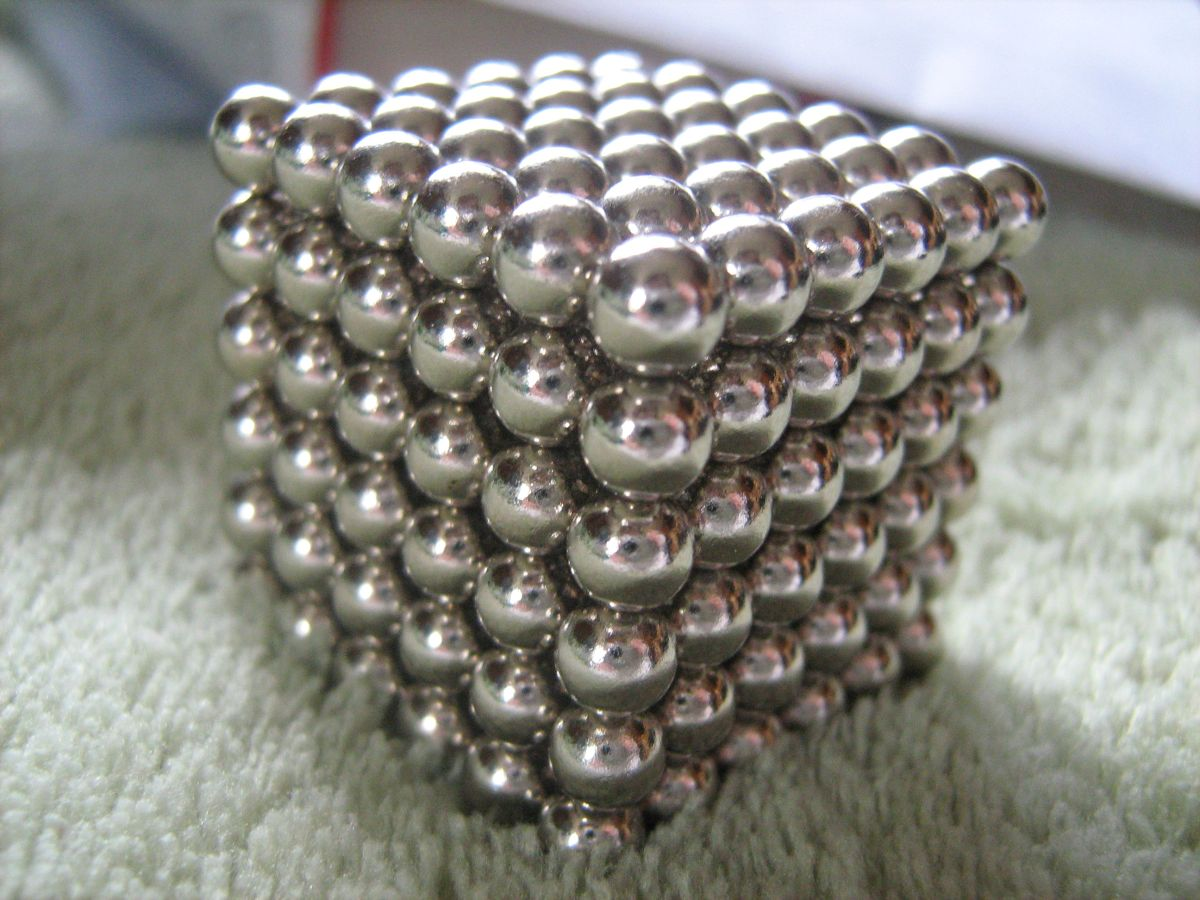
정육면체 모양으로 조립된 네오디뮴 자석 구체

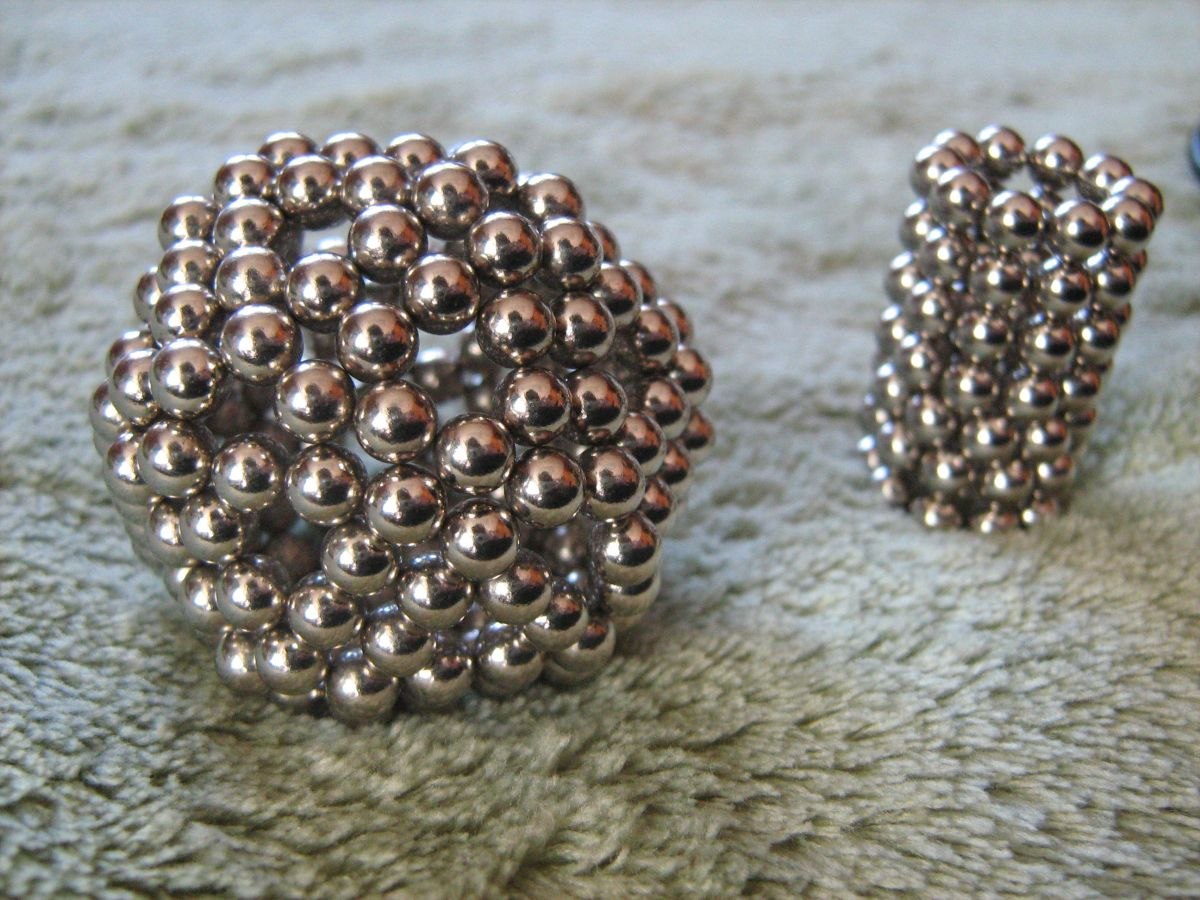
다양한 모양을 만들기 위해 사용된 네오디뮴 자석 구체

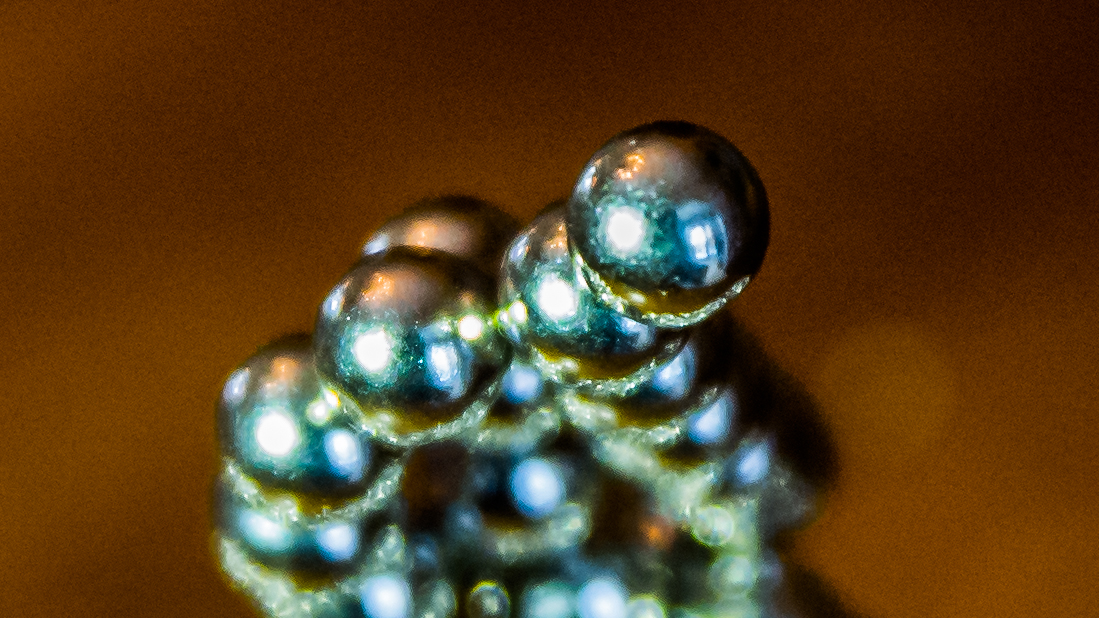
근접 촬영된 "버키 볼" 장난감 네오디뮴 자석 구체

희토류 자석이 발휘하는 더 큰 힘은 다른 유형의 자석에서는 볼 수 없는 위험을 초래한다. 몇 센티미터보다 큰 자석은 두 개의 자석이나 자석과 금속 표면 사이에 끼인 신체 부위에 부상을 입힐 만큼 강력하여 골절까지 일으킬 수 있다. 자석이 너무 가까이 붙도록 허용하면 취성이 강한 물질이 깨지거나 부서질 만큼 강한 힘으로 서로 부딪힐 수 있으며, 날아다니는 파편은 부상을 입힐 수 있다. 2005년부터 장난감이나 자석 건설 세트에서 떨어져 나온 강력한 자석으로 인해 부상과 사망 사고가 발생하기 시작했다. 여러 개의 자석을 삼킨 어린 아이들은 소화관의 주름이 자석 사이에 끼어 부상을 입었으며, 한 경우에는 장 천공, 패혈증, 사망에 이르렀다.
네오디뮴 자석 구체와 같은 작은 자석을 삼키면 수술이 필요한 장 손상이 발생할 수 있다. 자석은 위와 장벽을 통해 서로 끌어당겨 장에 천공을 일으킨다. 2010년 기준 미국 질병통제예방센터는 수술이 필요한 33건과 1명의 사망자를 보고했다. 이 자석들은 영유아와 (혀 피어싱 흉내를 내기 위해 자석을 사용한) 십대들에 의해 삼켜졌다.

### 북아메리카
장난감에 강력한 자석을 삼키지 못하도록 영구적으로 결합하고, 연결되지 않은 자석의 강도를 제한하는 자발적 기준이 2007년에 채택되었다. 2009년에는 성인용 자석 탁상용 장난감 판매가 급증하면서 부상자가 급증했으며, 2012년에는 응급실 방문이 3,617건으로 추산되었다. 이에 미국 소비자 제품 안전 위원회는 2012년에 소비자 제품 내 희토류 자석 크기를 제한하는 규정을 통과시켰지만, 2016년 11월에 남아있는 한 제조업체가 제기한 소송에서 미국 연방 법원 판결에 의해 무효화되었다. 규정 무효화 이후, 국내 삼킴 사고 건수가 급증하여 2019년에는 1,500건을 초과할 것으로 추산되어, CPSC는 14세 미만 어린이에게 자석 사용을 자제하도록 권고했다.
2009년 미국 회사 맥스필드 & 오벌턴(Maxfield & Oberton), 버키볼스(Buckyballs) 제조사는 구형 자석을 재포장하여 장난감으로 판매하기로 결정했다. 버키볼스는 2009년 뉴욕 국제 기프트 페어에서 출시되어, 미국 소비자 제품 안전 위원회가 13세 이상 라벨이 붙은 제품에 대한 리콜을 발표하기 전까지 수십만 개가 팔렸다. CPSC에 따르면 17만 5천 대가 대중에 판매되었고, 50개 미만이 반품되었다. "모든 어린이로부터 멀리 떨어진 곳에 보관하시오"라고 라벨이 붙은 버키볼스는 리콜되지 않았다. 이후 맥스필드 & 오벌턴은 "장난감"이라는 모든 언급을 "탁상용 장난감"으로 변경하여, 성인용 스트레스 해소제로 제품을 포지셔닝하고 주로 어린이 제품을 판매하는 상점에서의 판매를 제한했다.
미국에서는 2009년부터 2013년 사이에 "공 모양" 또는 "고성능" 자석으로 인해 발생한 응급실 방문이 약 2,900건에 달하는 것으로 추정되어, 미국 소비자 제품 안전 위원회(CPSC)가 판매를 제한하기 위한 규칙 제정 절차를 진행했다.
2012년에 발표된 CPSC의 추가 조사에 따르면 2009년 이후 어린 자녀와 십대들의 자석 삼킴 사고가 증가하는 추세였다. 나이가 많은 자녀와 십대와 관련된 사고는 의도적이지 않았으며, 자석을 혀 피어싱과 같은 신체 피어싱을 흉내 내는 데 사용한 결과였다. 위원회는 신체 내부의 조직을 가로질러 하나 이상의 자석이 붙을 경우 숨겨진 합병증을 인용했다. 2012년에는 버키볼스에 대한 또 다른 리콜이 발행되었으며, 미국에서 장난감으로 판매되는 유사 제품들도 마찬가지였다. 다른 유사한 미국 회사들에 대해서도 리콜 및 행정 고발이 제기되었다. 맥스필드 & 오벌턴은 리콜을 거부하고 데스크톱 장난감을 계속 판매했다. 이 회사는 CPSC에 반대하는 정치 캠페인을 시작했고, 회사 공동 설립자 크레이그 주커는 FOX 뉴스에서 안전 위원회와 논쟁을 벌였다.
2012년 6월, 미국 상원의원 커스틴 길리브랜드가 미국 소비자 제품 안전 위원회 위원장 이네즈 테넨바움에게 보낸 서한으로 인해, 미국 소비자 제품 안전 위원회는 버키볼스와 젠 마그네츠(Zen Magnets)의 판매 금지를 시도하는 행정 고발을 제기했다. 젠 마그네츠 LLC는 부상 기록 없이 이러한 종류의 고발을 받은 최초의 회사이다. 2012년 11월, 버키볼스는 CPSC 소송으로 인해 생산을 중단했다고 발표했다.
2016년 3월, 젠 마그네츠(네오디뮴 자석 구체 제조업체)는 구형 자석의 "결함 있는" 경고 라벨로 인한 위험에 대한 주요 2014년 법정 심리에서 승소했다. DC 법원 (CPSC 문서 번호: 12-2)은 "젠 마그네츠와 네오볼의 적절한 사용은 어떠한 위험 노출도 초래하지 않는다"고 결정했다. 2017년 1월 현재, 젠 마그네츠를 포함한 많은 자석 구체 브랜드는 젠 마그네츠의 제10연방고등법원에서의 성공적인 항소로 2012년 CPSC의 이 제품 금지 규정이 무효화되면서, 미국에서 작은 네오디뮴 자석의 판매가 다시 합법화되어 판매를 재개했다. 이는 CPSC가 30년 이상 만에 처음으로 패소한 사례였다.
2017년 이후 어린이들의 자석 삼킴 사고가 크게 증가했으며, "여러 개의 자석 삼킴에 대한 치료 강화가 5배 증가했다"는 연구 결과가 Journal of Pediatric Gastroenterology and Nutrition에 발표되었다. 2020년 6월 3일, CPSC는 청원이 철회된 후에도 위원회에 "청원 응답 직원 브리핑 패키지"를 제출했다. 이 패키지는 2021년에 연구를 수행하고 2022년에 투표를 위한 제안된 규칙을 제시하려는 의도를 설명한다.
2019년 현재 제조업체는 ASTM에서 유사한 자발적 기준을 마련하고 있다. 2017년 10월 26일, CPSC는 젠 마그네츠(Zen Magnets)를 상대로 행정 고발을 제기하며, 자석 세트가 어린이에게 심각한 부상 위험을 초래하는 제품 결함을 포함하고 있다고 주장하며, "어떤 사람이라도 젠 마그네츠와 네오볼을 판매, 판매 제안, 제조, 상업적 유통 또는 미국으로 수입하는 것은 연방법에 따라 불법이다"라고 선언했다.
캐나다에서는 2015년부터 "작고 강력한 자석이 포함된 특정 제품"의 판매가 금지되었다.

### 오세아니아
2012년 11월, 뉴사우스웨일스주의 임시 금지령에 이어, 네오디뮴 자석 판매에 대한 영구 금지령이 호주 전역에서 발효되었다.
2013년 1월, 소비자 담당 장관 사이먼 브리지스는 2013년 1월 24일부터 뉴질랜드에서 네오디뮴 자석 세트의 수입 및 판매를 금지한다고 발표했다.

## 환경적 영향
유럽 연합의 ETN-Demeter 프로젝트 (하이브리드 및 완전 전기차에 사용되는 희토류 영구 자석 모터 및 발전기의 설계 및 재활용을 위한 유럽 교육 네트워크)는 차량에 사용되는 전기 모터의 지속 가능한 설계를 연구하고 있다. 예를 들어, 희토류 금속 재활용을 위해 자석을 쉽게 제거할 수 있는 전기 모터를 설계하고 있다.
유럽 연합의 유럽 연구 이사회는 또한 주 연구원 토마스 젬브 교수와 공동 주 연구원 장-크리스토프 P. 가브리엘 박사에게 "희토류 원소 재활용을 위한 저유해 배출: REE-CYCLE" 프로젝트에 대한 고급 연구 보조금을 수여했으며, 이 프로젝트는 희토류 재활용을 위한 새로운 공정을 찾는 것을 목표로 했다.

## 대안
미국 에너지부는 영구 자석 기술에서 희토류 금속의 대체 물질을 찾아야 할 필요성을 인식하고, 그러한 연구에 자금을 지원하기 시작했다. 미국 고등연구계획국 (ARPA-E)은 희토류 대체재 연구(REACT) 프로그램을 후원하여 대체 물질을 개발하고 있다. 2011년 ARPA-E는 희토류 대체 프로젝트에 3160만 달러를 지원했다.

## 같이 보기
- 순환 경제
- 란타넘족
- 자석 낚시
- 재활용

## 더 읽어보기
- Furlani Edward P. (2001). "Permanent Magnet and Electromechanical Devices: Materials, Analysis and Applications". Academic Press Series in Electromagnetism. ISBN 0-12-269951-3.
- Campbell Peter (1996). "Permanent Magnet Materials and their Application" (Cambridge Studies in Magnetism). ISBN 978-0-521-56688-9.
- Brown, D. N.; B. Smith; B. M. Ma; P. Campbell (2004). 《The Dependence of Magnetic Properties and Hot Workability of Rare Earth-Iron-Boride Magnets Upon Composition》 (PDF). 《IEEE Transactions on Magnetics》 40. 2895–2897쪽. Bibcode:2004ITM....40.2895B. doi:10.1109/TMAG.2004.832240. ISSN 0018-9464. S2CID 42516743. 2012년 4월 25일에 원본 문서 (PDF)에서 보존된 문서.